# Matt Warburton

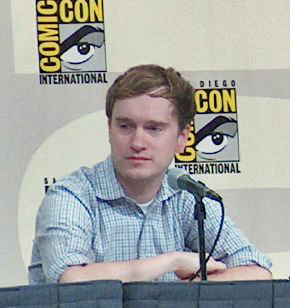
Matt Warburton.

Matt Warburton es uno de los principales guionistas de la serie de televisión Los Simpson. En referencia a este, Al Jean hizo un cameo en el programa, diciendo que había un guionista más joven que Bart Simpson, puesto que Bart nació en 1980 y Matt, en el 1978.

## Episodios de Los Simpson
- Tales from the Public Domain
- Three Gays of the Condo
- Co-Dependent's Day
- The Father, The Son, and The Holy Guest Star
- Please Homer, Don't Hammer 'Em...
- Moe'N'A Lisa
- Springfield Up
- Treehouse of Horror XIX (los tres segmentos)

## Otros trabajos
Ha sido guionista del capítulo 9 de la serie original de Netflix "Yo nunca (serie)" estrenada en 2020.